# Armando Enríquez Flores
Armando Enríquez Flores (2 de mayo de 1963) es un político mexicano, miembro del Partido Acción Nacional, ha ocupado diversos cargos de elección popular, en 1996 fue elegido diputado local del Estado de México para la LIII Legislatura del Estado de México del año 1996 al 2000. 
Así mismo en el año 2000 es electo diputado federal por el XXXIV Distrito Electoral Federal del Estado de México a la LVIII Legislatura del Congreso de la Unión de México, 2000-2003. 
Para que en el año 2003 sea elegido presidente municipal de Toluca, Estado de México para el periodo 2003-2006. 
En 2006 fue elegido diputado federal por el XXVI Distrito Electoral Federal del Estado de México a la LX Legislatura.
Como presidente municipal de Toluca construyó la Bóveda Alterna del Río Verdiguel en el centro del municipio; así como implementó el Centro de Control de Semáforos con Cámaras Viales y construyó el polémico puente a desnivel de Alfredo del Mazo.
Fue el principal impulsor del proyecto del Centro Internacional de Esquí en Toluca, así como de la construcción del proyecto "Terminal Toluca Norte", aunque ambas propuestas suyas no prosperaron debido a la inconformidad social que generaron dichas propuestas.
Durante su gestión el municipio de Toluca adquirió la potestad para administrar el tránsito vial tras el fallo de la Suprema Corte de Justicia de la Nación. 
Presidió la Comisión de Fortalecimiento al Federalismo en la LX Legislatura del Congreso de la Unión de México, así como forma parte de los consejeros nacionales del Partido Acción Nacional.